# Bert Haanstra
Bert Haanstra (Países Baixos, 31 de maio de 1916 — Hilversum, 23 de outubro de 1997) foi um cineasta holandês.